# Begonia coursii
Espèce
Begonia coursii est une espèce de plantes de la famille des Begoniaceae. Ce bégonia est originaire de Madagascar. L'espèce fait partie de la section Nerviplacentaria. Elle a été décrite en 1983 par Gérard-Guy Aymonin (1934-2014) et Jean Bosser, à la suite des travaux de Henri Jean Humbert (1887-1967). L'épithète spécifique coursii signifie « de Cours », en hommage à Gilbert Cours-Darne (1909-2001), ingénieur en agronomie tropicale et éminent botaniste qui a parcouru le monde durant trente ans et découvrit de très nombreuses espèces.

## Répartition géographique
Cette espèce est originaire du pays suivant : Madagascar.